# NGC 2457
NGC 2457 is een spiraalvormig sterrenstelsel in het sterrenbeeld Lynx. Het hemelobject werd op 10 maart 1874 ontdekt door de Amerikaanse astronoom Ralph Copeland.

## Synoniemen
- MCG 9-13-86
- ZWG 262.46
- NPM1G +55.0040
- PGC 22161